# Handroanthus catarinensis
El lapacho amarillo (Handroanthus catarinensis),  es una especie de bignoniácea arbustiva del género Handroanthus. Es un taxón endémico del Brasil. Sus flores son de color amarillo, exhibiéndolas en primavera.

## Distribución y hábitat
Este arbusto o arbolito se distribuye en Brasil, en los estados de: São Paulo, Paraná y Santa Catarina.  
Habita en selvas nubladas subtropicales situadas en la cumbre de las sierras (pico Caratuva, sierra do Aracatuba, etc.), en altitudes comprendidas entre los 700 y los 2000 m s. n. m..

## Taxonomía
Este lapacho fue descrito originalmente en el año 1977 por Alwyn Howard Gentry. En el año 2007 Susan O. Grose lo transfirió al género Handroanthus.
Localidad y ejemplar tipo
La localidad señalada es: Brasil: Santa Catarina: Monte Crista, Garuva, en campo, 750 m s. n. m., arbusto de 2 m de alto de flores amarillas. Fue herborizado por Roberto M. Klein y P. Ravenna el 21 de octubre de 1966, y lleva el código 6834.